# Catherine Ashton
Catherine Margaret Ashton, baronesse Ashton af Upholland (født 20. marts 1956 i Upholland, Lancashire) er en engelsk politiker, tidligere Europa-Kommissær for handel 2008-2009 og fra 1. december 2009 til 31. oktober 2014 EU's høje repræsentant for den fælles udenrigs- og sikkerhedspolitik, populært betegnet som Fru FUSP. Fra 2009 var hun desuden generalsekretær for Vestunionen.
Ashton er uddannet 1977 i økonomi og sociologi fra Bedford College, London. Derefter arbejdede hun i Campaign for Nuclear Disarmament (1977-1979), og senere som iværksætter af lokale og landsdækkende social- og sundhedsorganisationer. 
Hun blev i 1999 adlet til baronesse Ashton af Upholland. Hun er medlem af Labour og har været parlamentarisk understatssekretær i undervisningsministeriet fra 2001 og i justitsministeriet 2004-2007. I 2006 blev hun medlem af Privy Council. Hun er desuden medlem af Overhuset og var 2007-2008 kammerets leder samt Lord President of the Council, i hvilken egenskab hun indgik i Gordon Browns regering. Hun efterfulgte Peter Mandelson som Europa-Kommissær efter dennes udnævnelse til erhvervsminister i Browns regering. 
I 2017 tiltrådte Ashton som rektor for University of Warwick. 

## Udmærkelse
- GCMG (2015)
- Baronesse (1999)

## Ekstern henvisning
- Wikimedia Commons har flere filer relateret til Catherine Ashton